# Ridkolissia
Ridkolissia (hist.  Izabela, ukr. Рідколісся) – wieś na Ukrainie w obwodzie tarnopolskim, w rejonie czortkowskim.
Do 2020 w rejonie monasterzyskim.